# Cystobranchus virginicus
Cystobranchus virginicus (Цистобранхус вірджинський) — вид п'явок роду Cystobranchus з підродини Piscicolinae родини Риб'ячі п'явки.

## Опис
Загальна довжина досягає 3,5 см, завширшки 4 мм. Має 2 пари очей. Тіло переважно гладеньке, лише з боків є по декілька невеличких пухирців. Передня присоски має діаметр 1 мм, задня — 1,5 мм.
Забарвлення сірувате, по якому проходять 5 помаранчевих смуг: 1-2 спереду, а 3 у задній частині. Передня присоска має коричнево-помаранчеву пігментацію. задня — брунатно-помаранчеву та 10 дрібних коричневих окоподібних цяток. Репродуктивний апарат складається з 6 пар великих сім'яних залоз та довгих еякуляційних протоків. Клітини придаткових залоз (передміхурової залози) слабо розвинені.

## Спосіб життя
Зустрічаються у річках та струмках, інших проточних водах, інколи трапляються в озерах. Є паразитом. Живиться вмістом ікри риб.

## Розповсюдження
Поширено в штатах США на Атлантичному узбережжі та в сусідніх провінціях Канади.